# تاريخ المسيحية في أوكرانيا
يعود تاريخ المسيحية في أوكرانيا إلى العصر الرسوليّ إبان القرون الأولى من تاريخ المسيحية، بدءًا من البعثات التبشيرية التي عبرت البحر الأسود في رحلاتها، وأسطورة القديس أندراوس الذي صعد تلال كييف. وُثق وجود أول مجتمعٍ مسيحي في أراضي أوكرانيا الحديثة منذ أوائل القرن التاسع عشر، فبرزت حينها مطرانية غوثيا في شبه جزيرة القدم. أصبحت المسيحية الديانة السائدة في أراضي كييف، في عهد كييف الروس، منذ قبولها رسميًا عام 988 على يد فلاديمير الأول (فولوديمير الأول)، وهو مَنْ جلب المسيحية من شبه جزيرة القرم البيزنطية، وجعلها الدين الرسمي لكييف الروس (روثينيا)، وكان مقر المطرانية في كييف.
انقسم الأوكرانيون إلى طوائف مسيحية متعددة، لكنهم تشاركوا الأركان القائمة على المسيحية الشرقية. تتجسد هذه الأركان في أوكرانيا بالطقس البيزنطي والكنائس الأرثوذكسية الشرقية والكاثوليكية الشرقية، وكانت -في فترات تاريخية مختلفة- متوافقة تمامًا مع الثقافة البيزنطية وهوية الأوكرانيين الذاتية والوطنية.
نُبذت الديانات الوطنية الأوكرانية رسميًا منذ نهاية الحرب العالمية الثانية، لكنها شهدت إحياءً قبل تفكك الاتحاد السوفياتي في عام 1989 عبر إعادة تأسيس كنيسة الروم الكاثوليك التي أشعلت شرارة إحياء حركة الكنيسة الأرثوذكسية الأوكرانية المستقلة في المهجر، وانتقال إكليروس الكنيسة الروسية الأرثوذكسية سابقًا ذوي الأصول الأوكرانية. فضلًا عن الكنيستين الوطنيتين المستقلتين، تضم البلاد الكنيسة الأوكرانية الأرثوذكسية وكنيسة الروم الكاثوليك الأوكرانية. تحافظ الكنيسة الروسية الأرثوذكسية حاليًا على حضورٍ قوي في أوكرانيا عبر فرعها المعروف باسم الكنيسة الأوكرانية الأرثوذكسية (بطريركية موسكو). يوجد عددٌ صغير من أتباع الطقس البيزنطي في الكنيسة اليونانية الروثانية الكاثوليكية، وهي الكنيسة التي هيمنت عليها مملكة المجر في الماضي. في المقابل، كان للتقاليد المسيحية الغربية حضورٌ محدود في أراضي أوكرانيا منذ القرن السادس عشر، مثل الطقس الشعائري اللاتيني لدى الكنيسة الرومانية الكاثوليكية، ولا يزال أتباع تلك التقاليد أقليةً صغيرةً نسبيًا في أوكرانيا الحالية.

## التاريخ المبكر

### القديس أندراوس
يُعتقد أن القديس أندراوس ارتحل إلى الشواطئ الغربية للبحر الأسود، ووصل إلى منطقةٍ تقع اليوم في جنوب أوكرانيا، ليبدأ التبشير في سكيثيا. تقول الأساطير (المُسجلة في سجل رادجيفي التأريخي) أن القديس سافر إلى مناطق أبعد وصولًا إلى نهر دنيبر، ووصل إلى موقع كييف الحالي في سنة 55 ميلادي، فأقام صليبًا هناك وتنبأ بتأسيس مدينة مسيحية عظيمة. بدأ انتشار الإيمان بزيارة القديس أندراوس التبشيرية بحلول العصور الوسطى، وبجّله المجلس الكنسي بحلول عام 1621 معلنًا أنه «رسول الروس». بجّلت الكنائس الأوكرانية القديس تيطس أيضًا، وهو أحد تلاميذ القديس أندراوس، فضلًا عن التلاميذ السكوثيّين الثلاث الذين رافقوا القديس أندراوس في رحلته إلى كييف، وهم القديسون إينا وبينا وريما. بُنيت كنيسة القديس أندراوس في القرن الثامن عشر، بعد أن حلّت محلّ الهيكل القديم الذي بُني عام 1086، في موقع صليب الرسول تمامًا، وشُيّدت فوق تل يطل على مدينة كييف.
تذكر سجلّات الوقائع البدائية أن الرسول تابع رحلته شمالًا حتى وصل نوفغورود، لكن وصول القديس أندراوس إلى تلك الأراضي غير مثبت، والأرجح أن هذا الادعاء ظهر لاحقًا لتعزيز طموحات الكنائس الاستقلالية في تلك الأراضي، حيث هيمن اليونانيون على طبقة رجال الدين العليا في تلك الكنائس لكثير من القرون.
قُضي على الكنائس المسيحية الأولى، شبه الأسطورية، في أراضي أوكرانيا الحالية عقب الغزو القوطي في القرن الثالث. ظهر رأس «الأسقفية السكوثية» في مجمع نيقية الأول سنة 325، والأرجح أنه الأسقف كادموس من مملكة بوسبوران.

### جذور المسيحية في القرم
نُفي البابا كليمنت الأول (رأس الكنيسة بين عامي 88-98)، بناءُ على تقليدٍ من القرن التاسع، إلى تاوريس خيرسون في شبه جزيرة القرم سنة 102، وحصل الأمر نفسه مع البابا ثيودور الأول عام 655. وُثّق أيضًا حضور مندوبٍ عن منطقة البحر الأسود، وهو رأس «الأسقفية السكوثية»، في مجمع نيقية الأول المُقام عام 325، ثمّ مجمع القسطنطينية الأول عام 381، ويُخمّن أن هذا المندوب هو الأسقف كادموس من مملكة بوسبوران. بقي القوط الشرقيون في أراضي أوكرانيا الحالية عقب غزو الهون، وأسسوا لاحقًا مطرانيةً في دورس (ماغنوب) شمال شبه جزيرة القرم نحو العام 400، وتحت رعاية بطريرك القسطنطينية المسكوني. كان رأس المطرانية في مدينة تموتركان القديمة على امتداد مضيق كيرش منذ عام 868. أصبحت المسيحية مألوفة لشعبي البولان والأنتس في تلك الفترة نتيجة استقرارهم في مناطقٍ قريبة من القرم.

### القديسان كيرلس وميثوديوس
يُزعم أن ذخائر البابا ثيودور الأول استُرجعت على يد الشقيقين كيرلس وميثوديوس، وهما قديسان معادلان للرسل، عبَرَا أراضي أوكرانيا الحالية في طريقهما لنشر المسيحية بين الخزر. بُعث الشقيقان من القسطنطينية بناءً على طلب حاكم مورافيا العظمى، وساهما في إثراء أصول المسيحية في أوكرانيا عبر ابتكار الأبجدية الغلاغوليتسية، وهي سلف ما يُسمى بالأبجدية الكريلية المبكرة، فتمكّن السكان المحليون من عبادة الله باستخدام اللغة السلافونية الكنسية القديمة، وهي أقرب إلى السلافية الشرقية القديمة المحلية من اللغة الإغريقية المستخدمة للعبادة في القسطنطينية، أو اللاتينية المستخدمة في الغرب.
ناشد الشقيقان كيرلس وميثوديوس بابا روما شخصيًا في سنة 867 ردًا على النزاعات المحلية مع إكليروس الكنيسة اللاتينية، وجلبا ذخائر البابا ثيودور الأول من تاوريس خيرسون. لاقى طلبهما وأفعالهما قبولًا من البابا، ورسّخت جهودهما المستمرة العقيدةَ المسيحية لدى أوكران الروس. أسّس الشقيقان أبرشيةً في برزيميسل، وهي أبرشية كنيسة الروم الكاثوليك الأوكرانية في برزيميسل البولندية. أدت مساعي القديسين، ومساعي الرُسل السابقين، إلى ترجمة النصوص المسيحية والطقوس الكنيسة من الإغريقية إلى السلافونية، وتطور الأبجدية الكريلية لاحقًا.

## فترة الروس المبكرة
عُرف اعتناق السلاف في غرب أوكرانيا (والأرجح أنهم الكرواتيون البيض) المسيحية بحلول القرن التاسع، وكانت مورافيا العظمى تحكم هؤلاء السكان. مع ذلك، تمكّن السلاف الشرقيون من الهيمنة على معظم أراضي أوكرانيا الحالية، بدءًا من حكم الروس، وكان للآلهة الوثنية السلافية أتباع كُثر ثبتوا على إيمانهم الوثني لما يزيد عن 600 سنة.
حاصرت جيوش الروس مدينة القسطنطينية عام 860 تحت قيادة الحاكمين أسكولد ودير، وأدت هذه الواقعة إلى تعميد الأميرين في المدينة المقدسة. عمل الأميران على إعلاء شأن المسيحية بعد عودتهما إلى كييف، واستمرّت جهودهما مدة 20 سنة، لكنهما قُتلا على يد الأمير أوليغ الوثني إبان النزاع بين الأمراء على عرش كييف. زُعم أن البطريرك فوتيوس جلب أسقفًا وكهنة من القسطنطينية لدعم تنصير السلاف. أُسست كنيسة في كييف قبل حلول العام 900، وهي كنيسة القديس إيليا التي بُنيت على غرار نموذج كنيسة في القسطنطينية تحمل الاسم نفسه. يبرز هذا القبول التدريجي للمسيحية بوضوح في المعاهدة الروسية البيزنطية عام 945، وهي المعاهدة التي وقع عليها الروس المعمدون وغير المعمدون، وفقًا للنص الذي جاء في سجلات الوقائع البدائية.

### نشأة مطران كييف
لاقى قبول المسيحية بين نخبة الروس تأييدًا جوهريًا بعدما عُمّدت الأميرة أولغا، حاكمة كييف، واتخذت «الاسم المسيحي» هيلين. كان تعميدها عام 955 (أو 957) في كييف أو القسطنطينية (تختلف الشهادات التاريخية) نقطة انعطاف هامة في الحياة الدينية للروس، لكن حفيدها فلاديمير الأول هو مَن جعل كييف الروس دولة مسيحية. بجّلت الكنيسة الأرثوذكسية الشرقية كلًا من فلاديمير وأولغا، وعدّتهما قديسين معادلين للرُسل.